# فانيسا إيكولز
فانيسا إيكولز (بالإنجليزية: Vanessa Echols)‏ هي صحفية أمريكية، ولدت في 8 نوفمبر 1960.